# Danger Tree

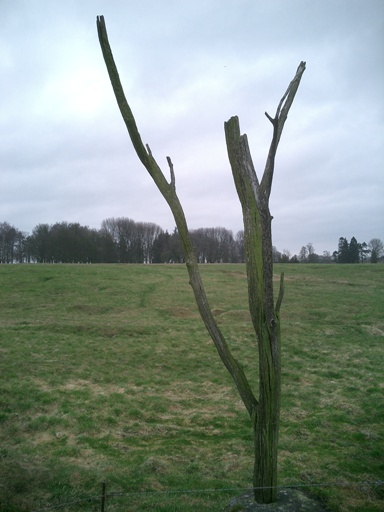
Baum der Gefahr

Der Danger Tree (englisch für Baum der Gefahr) ist ein Mahnmal im Newfoundland Memorial Park bei Beaumont-Hamel, Nordfrankreich. Es erinnert an das britische Royal Newfoundland Regiment, das am 1. Juli 1916 während des Ersten Weltkriegs in die  Schlacht an der Somme zog und an einem Tag mehrere hundert Soldaten verlor. Das Denkmal markiert den Punkt, an dem die Verluste am höchsten waren.

## Geschichte
Am ersten Tag der Somme-Kampagne stiegen 800 Soldaten der Royal Newfoundland Regiment aus den Schützengräben, um in die Kämpfe bei Beaumont-Hamel einzugreifen. Am nächsten Tag meldeten sich nur 68 Männer beim Regimentsappell zurück. 255 waren tot, 386 waren verwundet und 91 wurden als vermisst gemeldet. Alle Offiziere, die den Graben verlassen hatten, wurden verwundet oder getötet.
Der Danger Tree war als Sammelstelle der Newfoundlanders im Niemandsland zwischen den Frontlinien befohlen worden. An dieser Stelle sollten sie ihren neuen Aktionsplan erhalten. Es hatte jedoch niemand erkannt, dass die Deutschen den Baum leicht einsehen konnten und ihn gezielt unter Beschuss nahmen, wobei die Soldaten getötet wurden, die bereits diesen Sammelpunkt erreicht hatten. Es gibt das Gerücht, dass es niemand in den ersten Tagen der Somme-Kampagne lebend an dem Baum vorbeischaffte.
Heute wächst eine Gruppe kleiner Bäume neben dem kahlen Stamm des „Baums der Gefahr“, von denen angenommen wird, dass sie aus demselben Wurzelsystem hervorgehen wie der ursprüngliche Baum.